# Дивала многолетняя
Дивала многолетняя (лат. Scleranthus perennis) — небольшое травянистое многолетнее растение, вид рода Дивала (Scleranthus) семейства Гвоздичные (Caryophyllaceae).

## Ботаническое описание
Многолетние травянистые растения с несколькими прямыми или приподнимающимися стеблями до 20 см высотой. Стебли ветвистые от основания, коротко опушённые, реже — голые.
Листья супротивные, серовато-зелёные, голые, линейно-шиловидные, плоские с адаксиальной (верхней) стороны и выпуклые с абаксиальной (нижней), в сечении — полуцилиндрические. При основании спаянные и слегка реснитчатые. Размеры 0,6–1 см длиной и до 1 мм шириной. В пазухах часто пучками.
Цветки обоеполые, пятимерные, 2–4 мм в диаметре, сидячие, собраны в густые полузонтики на концах стеблей и ветвей. Чашечка голая, изредка слегка опушённая, с продолговатыми тупыми зубцами. Тычинки при цветении равны по длине чашечке, обычно 10 шт. Лепестки отсутствуют.
Плод голый или слегка опушённый, односемянный, невскрывающийся. Семена двояковыпуклые, гладкие с тонкой оболочкой.
Хромосомное число 2n = 22.

## Распространение и экология
Ареал охватывает Среднюю и Атлантическую Европу, западное Средиземноморье, Балканы, Малую Азию. в России встречается в Европейской части и на Кавказе. Вид включен в ботанический атлас растений Ленинградской области.
Произрастает на лугах, в светлых лесах, борах, на пашнях и около дорог, чаще на песчаных почвах, изредка на обнажениях гранита.

## Классификация

### Таксономия
Scleranthus perennis  L., 1753, Sp. Pl.: 406
Вид Дивала многолетняя относится к роду  Дивала (Scleranthus) семейства Гвоздичные (Caryophyllaceae) порядка Гвоздичноцветные (Caryophyllales). Кладограмма в соответствии с Системой APG IV по состоянию на декабрь 2023 года:
|  |                                      |  |                                   |                                   |                      |  | ещё 40 семейств | ещё 40 семейств |                    |  |                          |  | еще 3 подтвержденных вида и 277 видов, ожидающих подтверждения | еще 3 подтвержденных вида и 277 видов, ожидающих подтверждения |  |
|  |                                      |  |                                   |                                   |                      |  | ещё 40 семейств | ещё 40 семейств |                    |  |                          |  | еще 3 подтвержденных вида и 277 видов, ожидающих подтверждения | еще 3 подтвержденных вида и 277 видов, ожидающих подтверждения |  |
|  |                                      |  |                                   | порядок Гвоздичноцветные          |                      |  |                 |                 | род Дивала         |  |                          |  |                                                                |                                                                |  |
|  |                                      |  |                                   | порядок Гвоздичноцветные          |                      |  |                 |                 | род Дивала         |  | 5 внутривидовых таксонов |  |                                                                |                                                                |  |
|  | отдел Цветковые, или Покрытосеменные |  |                                   |                                   | семейство Гвоздичные |  |                 |                 | Дивала многолетняя |  |                          |  |                                                                |                                                                |  |
|  | отдел Цветковые, или Покрытосеменные |  |                                   |                                   |                      |  |                 |                 |                    |  |                          |  |                                                                |                                                                |  |
|  |                                      |  | ещё 63 порядка цветковых растений | ещё 63 порядка цветковых растений |                      |  |                 | еще 97 родов    | еще 97 родов       |  |                          |  |                                                                |                                                                |  |
|  |                                      |  |                                   | ещё 63 порядка цветковых растений |                      |  |                 |                 | еще 97 родов       |  |                          |  |                                                                |                                                                |  |

### Внутривидовые таксоны
- Scleranthus perennis subsp. burnatii (Briq.) P.D.Sell
- Scleranthus perennis subsp. dichotomus (Schur) Nyman
- Scleranthus perennis subsp. marginatus (Guss.) Nyman
- Scleranthus perennis subsp. polycnemoides (Willk. & Costa) Font Quer
- Scleranthus perennis subsp. vulcanicus (Strobl) Bég.